# 黑带短带鳚
黑带短带鳚又名黑帶橫口鳚（学名：Plagiotremus tapeinosoma）为輻鰭魚綱鳚形目鳚科短带鳚属的鱼类。分布印度太平洋區，從紅海與東非到萊恩群島、馬克薩斯群島與土阿莫土群島, 北至日本南部, 南至紐西蘭與拉帕島海域。该物种的栖息深度为8至30公尺，本魚體長形，頭無鬚，口下位，齒骨具一彎曲大犬齒，體灰白至淺褐色，自眼至尾鰭末端有一黑褐色縱帶，背鰭硬棘7-9枚、背鰭軟條34-39枚、臀鰭硬棘2枚、臀鰭軟條28-33枚，体长可达14厘米，模式产地在安汶岛。棲息於清澈的潟湖與臨海礁石，受到驚嚇時會躲藏在廢棄的蠕蟲管中，藉著攻擊其他的魚，以脫落的表皮組織，黏液和鱗片為食，可做為觀賞魚。